# 4-Chlor-2-(2-(2-chlorphenoxy)acetamido)benzoesäure
4-Chlor-2-[2-(2-chlorphenoxy)acetamido]benzoesäure ist eine chemische Verbindung aus der Gruppe der Anthranilsäureamide. Es handelt sich um ein Arzneimittel, das als mäßig potenter, aber hoch selektiver Blocker des TRPM4-Ionenkanals wirkt, mit einer IC50 von 1,5μM. Die Verbindung wird daher in der Literatur auch als TRPM4 Inhibitor Compound 5 (TRPM4-IN-5) bezeichnet. Es wirkt schützend gegen Glutamat-vermittelte neuronale Exzitotoxizität.

## Darstellung
Die 4-Chlor-2-[2-(2-chlorphenoxy)acetamido]benzoesäure ist auf zwei verschiedenen Synthesewegen zugänglich. Ausgehend von 2-Amino-4-chlorbenzoesäuremethylester 1 erhält man durch Umsetzung mit Chloressigsäure 2 in Gegenwart von Kaliumcarbonat in THF das Anilid 3. Dieses reagiert in Gegenwart von Kaliumcarbonat in Dimethylformamid mit 2-Chlorphenol zu dem Phenylether 5, der mit Kaliumhydroxid in Methanol zur Zielverbindung 10 verseift wird.
Alternativ dazu kann man zunächst den Phenylether 8 durch Umsetzung von 2-Chlorphenol 4 mit Chloressigsäure-tert-butylester 7, gefolgt von der Verseifung der Boc-Schutzgruppe mit Trifluoressigsäure und der Umsetzung der Carbonsäure mit Thionylchlorid das Säurechlorid 8 herstellen, aus dem man durch Umsetzung mit 4-Chloranthranilsäure 9 die Zielverbindung 10 erhält.